# フェルネ＝ヴォルテール
フェルネ＝ヴォルテール （Ferney-Voltaire）は、フランス、オーヴェルニュ＝ローヌ＝アルプ地域圏、アン県のコミューン。ジュネーヴ近郊、対スイス国境に位置する。

## 地理

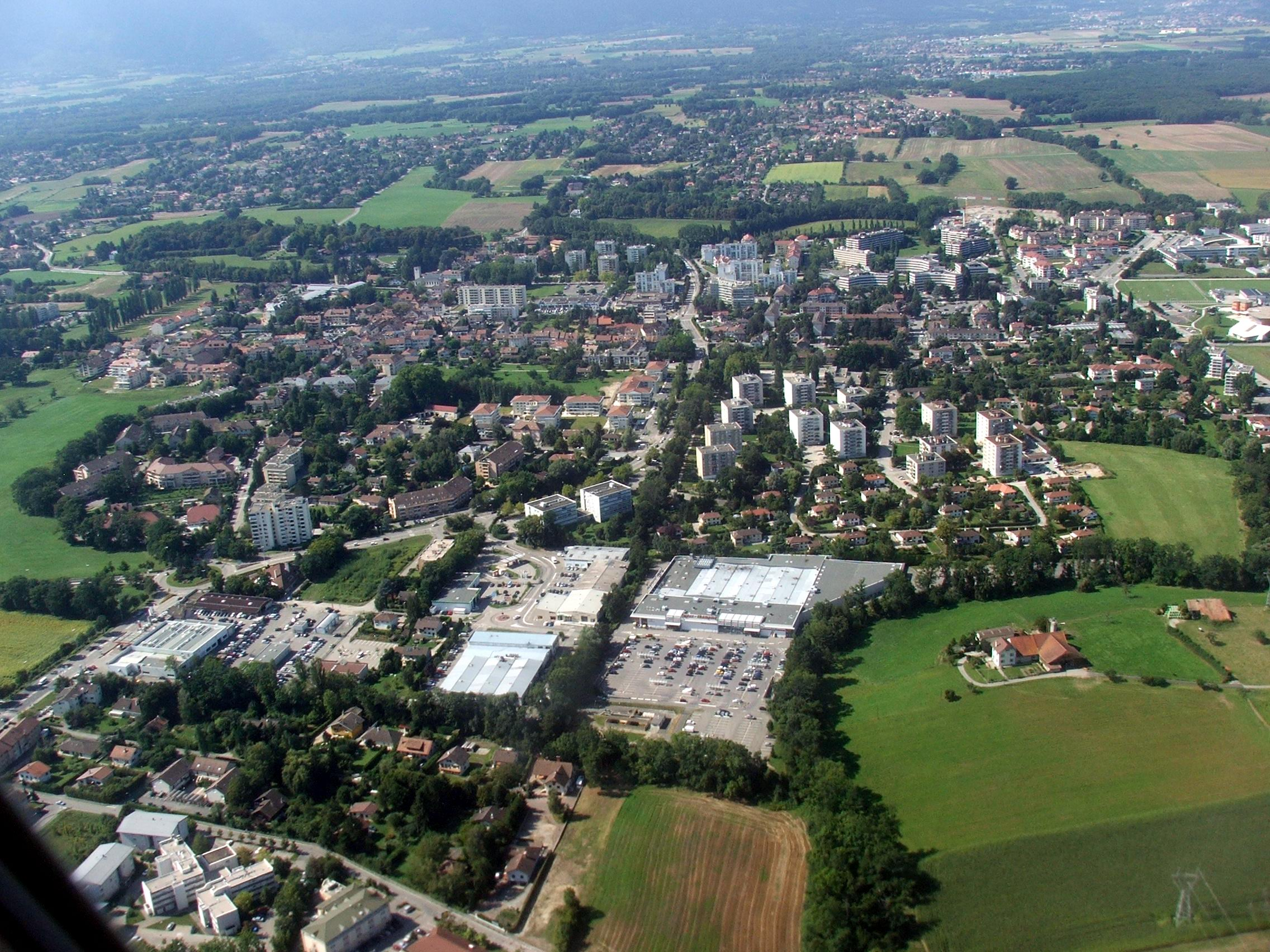
フェルネ＝ヴォルテール

この町は、より正確にはスイスとの国境地帯であるペイ・ド・ジェクス地方にあり、ジュネーヴ国際空港の北西にあってジュネーヴの人口集塊地に組み込まれている。ジュネーヴからディジョンへ向かう県道1005号線（ジュラ山脈中のフォーシル峠を通過する）途上にある。
気候は準大陸性気候で、寒い冬と暑い夏があり、降水量は主に夏期に集中する。
コミューンにはジュネーヴ公共交通バスのF線、O線、Y線が通じており、平均して10分おきにバスが来る。F線にのって約25分でジュネーヴのコルナヴァン駅に達する。Y線にのって約15分でジュネーヴ空港駅に着く。ディヴォンヌ＝レ＝バンとベルガルド＝シュル＝ヴァルスリーヌ間を走るTERバスも運行している。

## 由来
フェルネ＝ヴォルテールの名前は、1780年に郵政省の登録を受けて初めて登場した。市長ジャン・ルイ・ヴァニエール（ヴォルテールの元秘書であった）が議長を務めた1793年11月24日の自治体議会において、公式にフェルネ＝ヴォルテールの名前が採択された。-eyというスペルは、1774年5月14日に書かれたヴォルテールの手紙に残っている。
かつて1546年にはFernexと書かれ、1125年にはFerneiであった。neyという最後の音節は、『荒地』を意味する単語のnayに近いだろう。

## 歴史

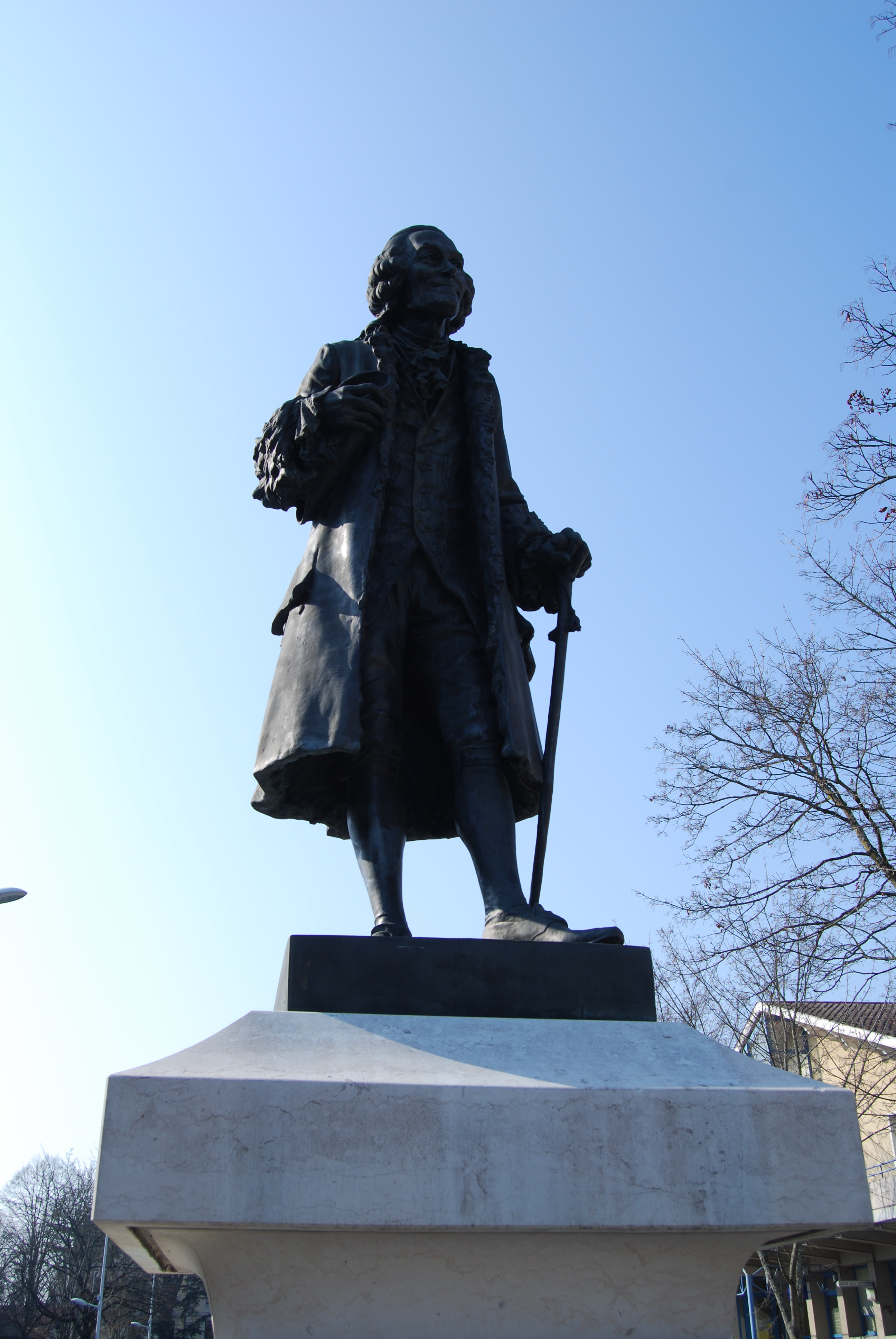
ヴォルテール像

1759年、王政との問題が生じた際に役立つだろうと、ヴォルテールは国境に近いフェルネを選んだ。同じ理由で、ヴォルテールのライバル、ジャン＝ジャック・ルソーはジュネーヴを選んだ。
ヴォルテールが到着したとき、村落にはわずか150人の住民しかいなかった。市内中心部にあるヴォルテールの像においては、彼は『フェルネの恩人』と呼ばれている。確かに、彼が移住してから数年のうちに人口統計上も経済上のブームも可能にし、ただの小さな村から小さな本物の町に構造が変わったのである。ヴォルテールは100軒以上の住宅を建てさせ、教会、学校、病院、貯水池、泉の建設に資金提供がなされた。
さらには沼地を干拓させ、見本市や市場を作り、時計職人や織工といった職人をこの地に定着させ、1771年の飢饉の際には住民たちに食糧を配った。古い建物を削って、彼はそこにシャトーを建設した（現在は歴史的記念物である）。最終的に、彼は近隣の自治体に無償で金を貸し付けた。
歴史に残る『家長』ヴォルテールの活躍がなければ、フェルネが依然として小さな村のままだったといっても過言ではない。ヴォルテールが1778年に亡くなったとき、フェルネは1200人近くの人口を抱えていたが、恩人ヴォルテールなしでは活力を失い、以前の農村の状態を取り戻していった。
1890年7月27日、資金提供がされ、エミール・ランベールによるブロンズ像がヴォルテールを称えて設置された。

## 人口統計
| 1962年 | 1968年 | 1975年 | 1982年 | 1990年 | 1999年 | 2006年 | 2015年 |
| ------ | ------ | ------ | ------ | ------ | ------ | ------ | ------ |
| 1805   | 2984   | 5642   | 6399   | 6408   | 7083   | 7661   | 9482   |

参照元:1962年から1999年までは複数コミューンに住所登録をする者の重複分を除いたもの。それ以降は当該コミューンの人口統計によるもの。1999年までEHESS/Cassini、2006年以降INSEE。

## 史跡
- シャトー・ド・フェルネ＝ヴォルテール - 歴史的記念物[9]。1998年に国有化。国家記念物局が管理。ヴォルテールがフェルネで不動産を購入したとき、1758年にヴォルテール自身が監督して再建。
- ノートル・ダム・エ・サンタンドレ教会 - 歴史的記念物[10]。新古典主義様式。

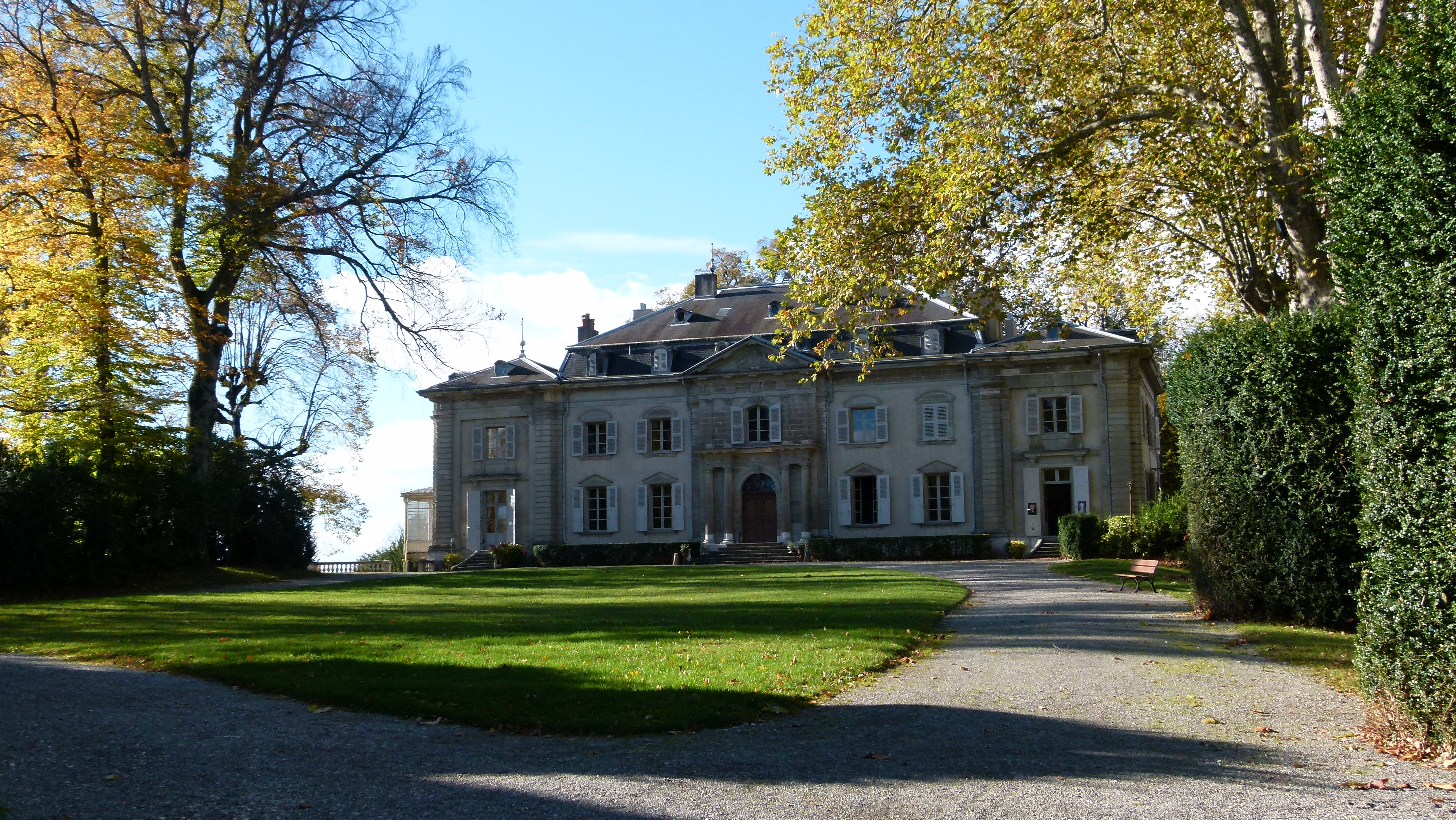
シャトー
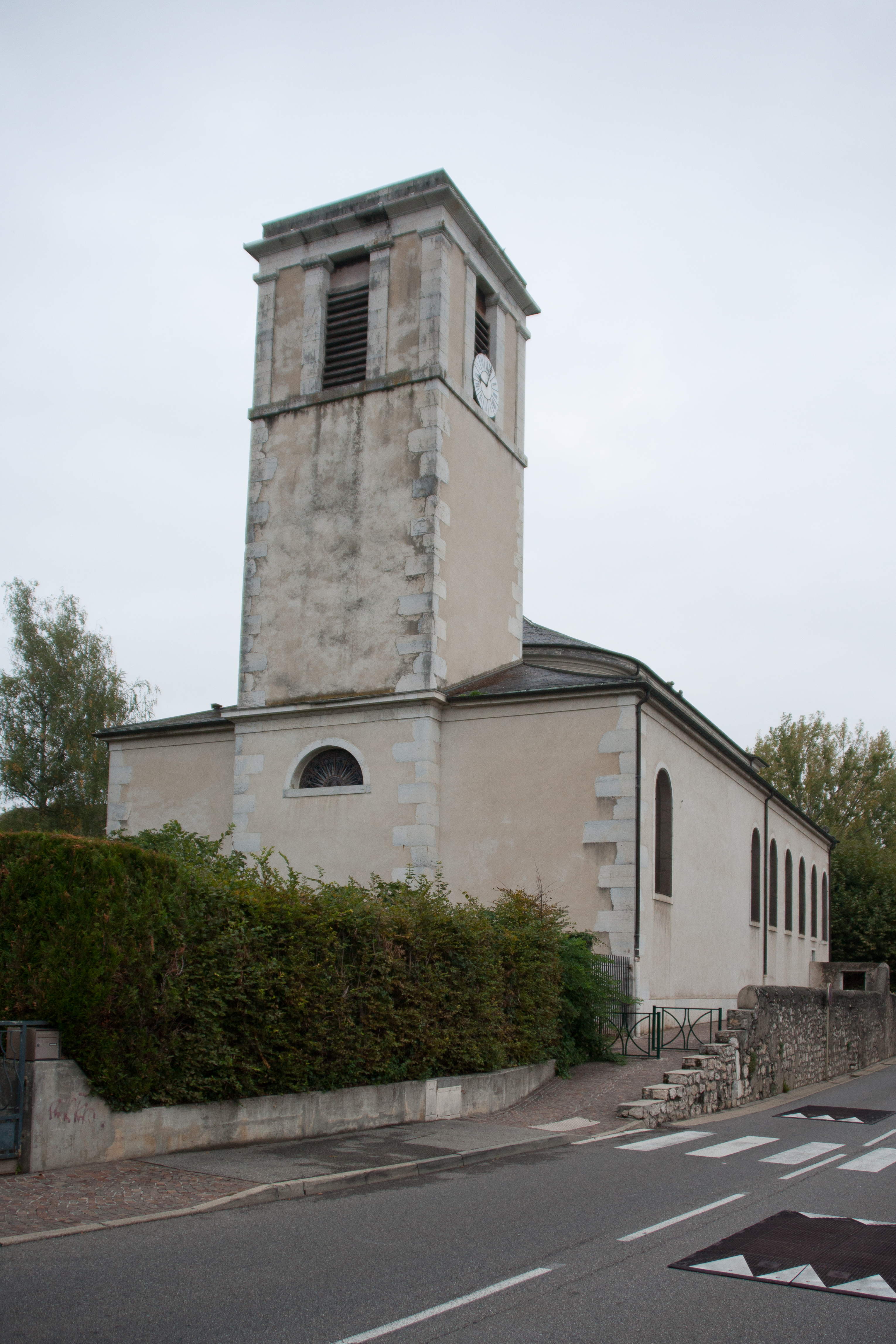
教会